# محمد زين شريف
محمد زين شريف (مواليد 1964) دبلوماسي، وسياسي تشادي، شغل منصب وزير الخارجية لجمهورية تشاد منذ 24 ديسمبر 2017 حتى 19 سبتمبر 2022. شغل سابقًا منصب الممثل الدائم لتشاد لدى الأمم المتحدة في نيويورك.

## سيرته
حاصل على درجة الماجستير في القانون من جامعة تاراس شيفتشينكو الوطنية في كييف، التحق بوزارة الخارجية التشادية عام 1993. من عام 2007 إلى عام 2013، كان سفير تشاد في إثيوبيا والمندوب الدائم لتشاد لدى الاتحاد الأفريقي ولجنة الأمم المتحدة الاقتصادية لأفريقيا.
كما عمل زين في العديد من المناصب الحكومية الأخرى وكان مدير أعمال شركة طيران تشاد في عامي 1997 و1998.
في ديسمبر 2014، كان زين رئيسًا لمجلس الأمن التابع للأمم المتحدة.

## روابط خارجية
- "الممثل الدائم الجديد لتشاد يقدم أوراق اعتماده" ، UN Doc BIO / 4526 ،13 سبتمبر 2013
- Zene مرات الظهور على سي-سبان